# Plesiophyle cinerascens
Plesiophyle cinerascens är en fjärilsart som beskrevs av Paul Dognin 1911. Plesiophyle cinerascens ingår i släktet Plesiophyle och familjen mätare. Inga underarter finns listade i Catalogue of Life.